# Kenah Cusanit

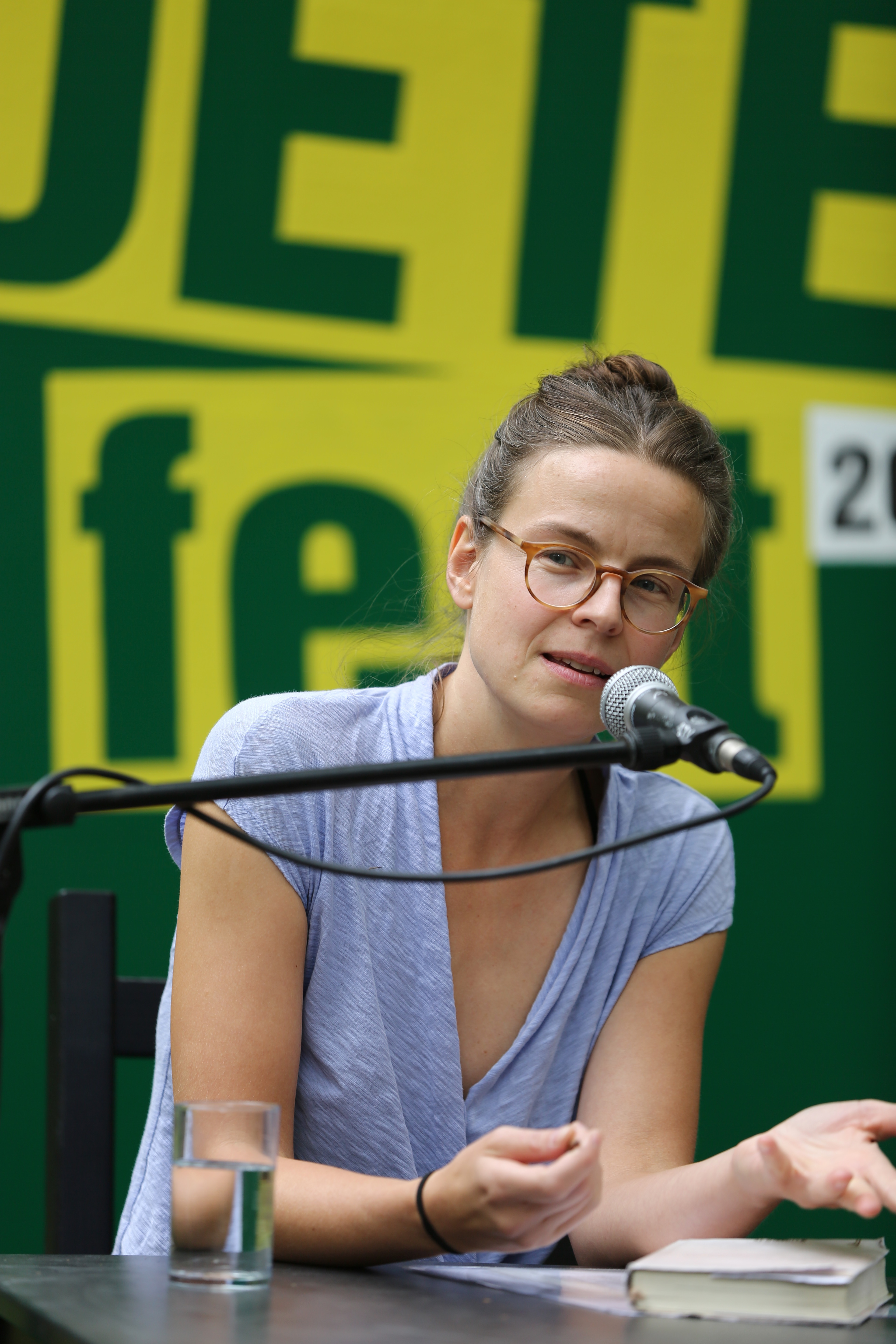
Kenah Cusanit auf dem Erlanger Poetenfest 2019

Kenah Cusanit (geboren 1979 in Blankenburg (Harz)) ist eine deutsche Schriftstellerin.

## Leben
Kenah Cusanit wuchs in Berlin-Brandenburg auf. Sie studierte zunächst Archäologie, dann Altorientalistik, Ethnologie und Afrikanistik und beendete ihr Studium erfolgreich mit einem Master of Arts. Neben ihrem belletristischen Schreiben war sie nach dem Studium als Journalistin im In- und Ausland tätig, unter anderem als Wissenschaftsjournalistin. Ihre Texte wurden in zahlreichen angesehenen Literaturzeitschriften wie Edit, Sprache im technischen Zeitalter und manuskripte und in Anthologien veröffentlicht, so z. B. im Jahrbuch der Lyrik seit 2009. Für ihre Essays und Gedichte wurde sie mehrfach mit Preisen und Stipendien ausgezeichnet. Kenah Cusanit nahm am Prosanova Festival 2014 teil. 2019 war ihr Roman Babel für den Preis der Leipziger Buchmesse 2019 in der Kategorie „Belletristik“ nominiert.

## Publikationen
- aus Papier. Gedichte, hochroth Verlag, Berlin 2014, ISBN 978-3-902871-52-7.
- Chronographe Chorologien I. Gedichte, hochroth Verlag, Berlin 2017, ISBN 978-3-902871-93-0.
- Babel. Roman, Hanser Verlag, München 2019, ISBN 978-3-446261-65-5.

## Auszeichnungen (Auswahl)
- 2024 Deutscher Preis für Nature Writing
- 2021/22 Rompreis der Deutschen Akademie Rom Villa Massimo
- 2019 Uwe-Johnson-Förderpreis für Babel
- 2019 Arbeitsstipendium des Berliner Senats
- 2018 Arbeitsstipendium der Stiftung Preußische Seehandlung Berlin
- 2017 Arbeitsstipendium des Berliner Senats[6]
- 2016 Finalistin beim Lyrikpreis Meran
- 2014 Bayerischer Kunstförderpreis
- 2012 Update-Preis der Literaturstiftung Bayern
- 2012 Arbeitsstipendium der Kulturstiftung des Freistaates Sachsen
- 2012 Aufenthaltsstipendium des Kunstfördervereins Donnersbergkreis
- 2011 Stipendium der Prosa-Werkstatt des Literarischen Colloquiums Berlin
- 2010 Feldkircher Lyrikpreis
- 2009 Arbeitsstipendium des Landes Brandenburg